# Inga Palmgren
Inga Palmgren, född 5 april 1914 i Stockholm, död 23 april 2008, var en svensk textilkonstnär, tecknare, grafiker, konsthantverkare och målare.
Hon var adoptivdotter till änkefru Anna Gertrud Ingeborg Palmgren född Kropp. Palmgren studerade vid Malmö stads yrkesskolor 1932–1934 och vid Skånska målarskolan i Malmö samt i Axel Smiths målarskola i Köpenhamn 1936–1938. Hon avlade en vävlärarexamen hos Handarbetets vänner i Stockholm 1940 och utexaminerades från Högre konstindustriella skolan 1943. Hon genomförde en studieresa till Paris 1938 och deltog då i undervisningen vid Académie André Lhote. Hon debuterade med en separatutställning på SDS-hallen i Malmö 1940 och ställde senare ut separat på Malmö museum 1953. Tillsammans med Georg Nilsson ställde hon ut på Ystads konstmuseum 1947 och tillsammans med Elsi Bourelius i Limhamn 1949 samt tillsammans med Yngve Blixt 1960. Hon medverkade i samlingsutställningar med Skånes konstförening och i utställningarna Nordiska konstnärinnor på Liljevalchs konsthall och Skånskt konsthantverk på Röhsska konstslöjdmuseet i Göteborg. Hennes bildkonst består av tecknade aktstudier, krokier, porträtt och landskap från Italien och Kanarieöarna utförda i akvarell. Som textilkonstnär skapade hon bland annat en 2,25x3 meter stor bildvävnad för AB Ferrosan i Malmö och en större bildvävnad för Folkets hus i Limhamn. Hon svarade för mönsterkompositionerna till Malmöhus läns Hemslöjds jultavlor sedan 1957 och Icakurirens julbilder 1957–2000. Palmgren är representerad vid Malmö museum och Malmö kommun.